# Valley Forge

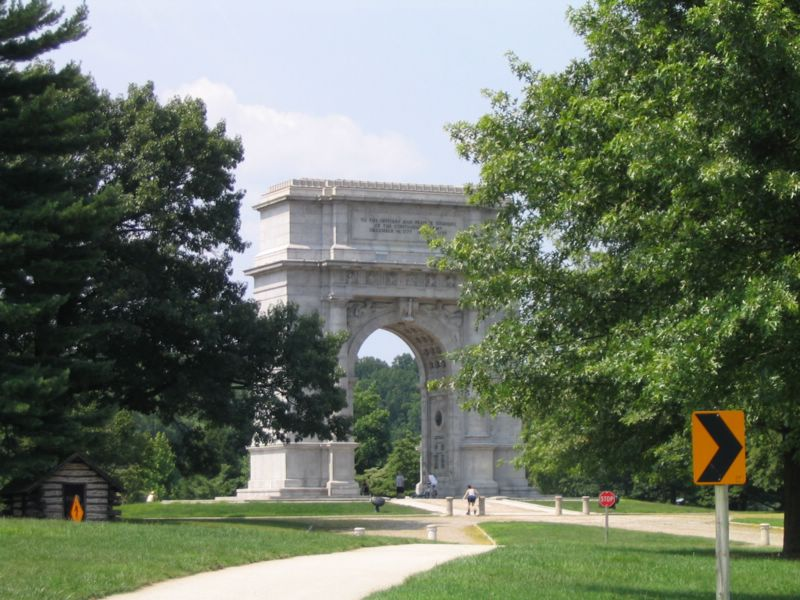
Het Revolutionary War Memorial nabij Valley Forge

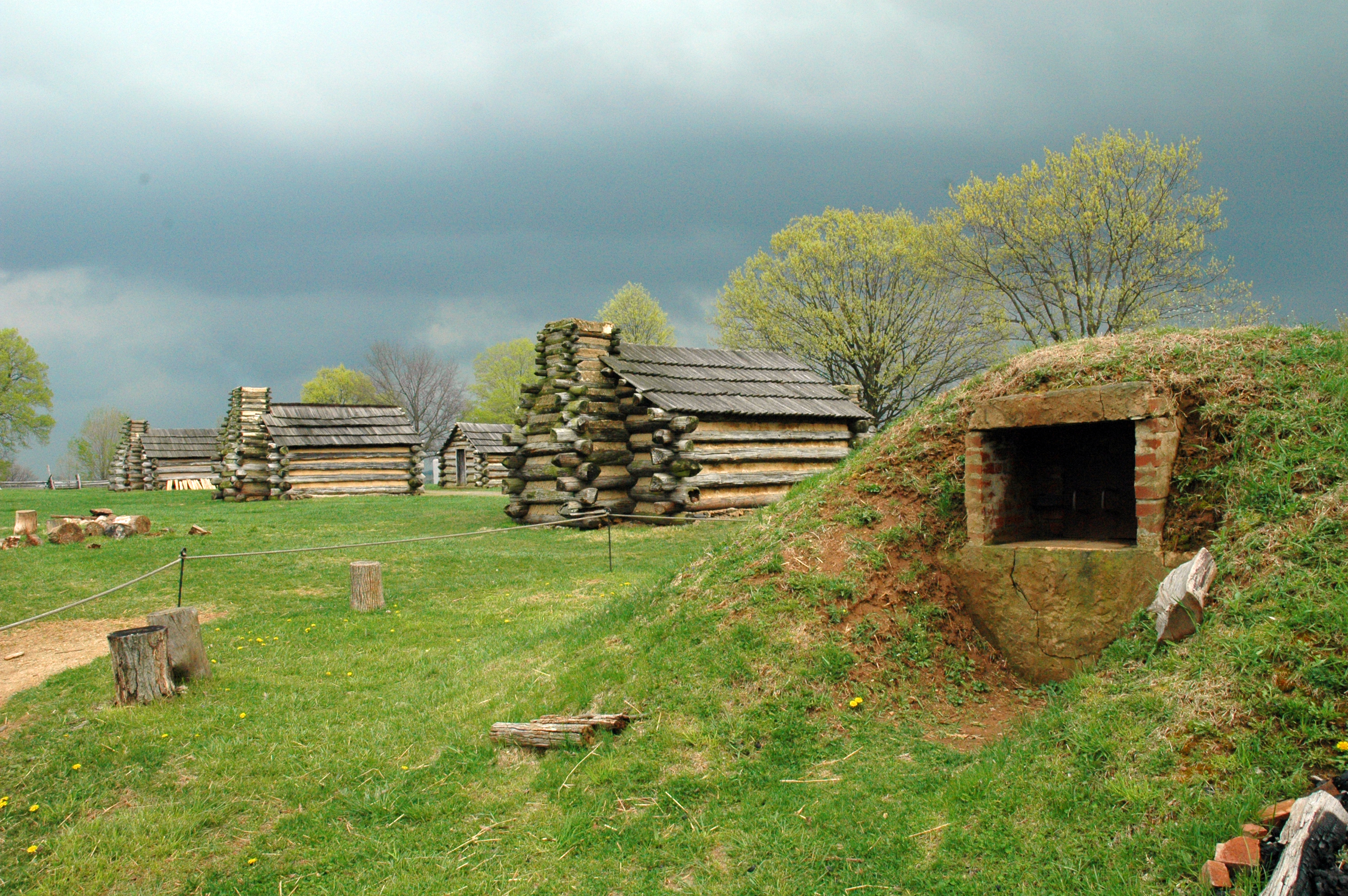
Valley Forge National Historical Park

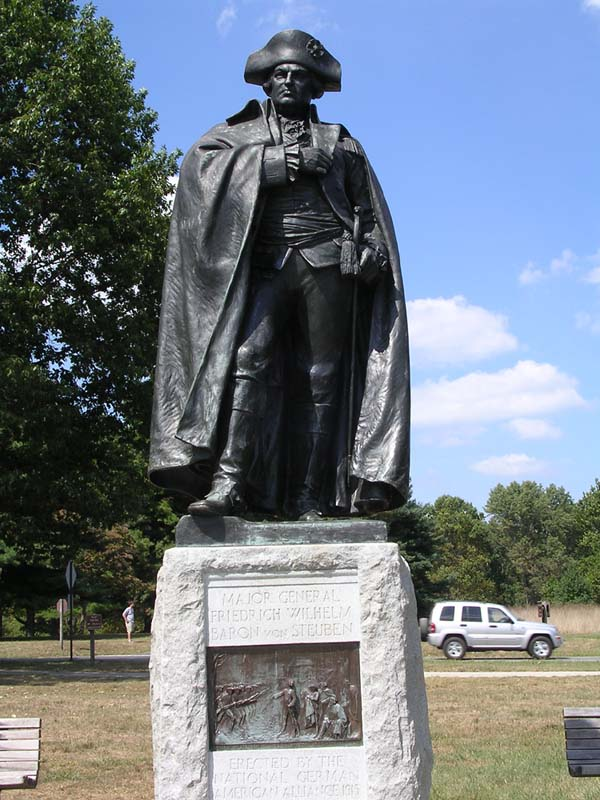
Standbeeld van generaal baron von Steuben

Valley Forge is de plaats waar George Washington zijn kamp opsloeg in de winter van 1777-1778 tijdens de Amerikaanse Onafhankelijkheidsoorlog. Het is gelegen in het zuiden van Pennsylvania, op ongeveer 35 km ten noordwesten van Philadelphia. De plaats is genoemd naar een smidse, gelegen aan de rivier Valley Creek. Het was hier dat baron von Steuben zich aansloot bij het leger van Washington.